# Arthur Judson
Arthur Leon Judson (Dayton, 17 de fevereiro de 1881 – Rye, 28 de janeiro de 1975) foi um executivo estadunidense. Ele era o segundo maior acionista individual da CBS, do qual foi fundador.

## Carreira
Em 1926, com três parceiros e um investimento inicial de US$ 75.000, ele fundou o que mais tarde se tornaria o Columbia Broadcasting System.